# Île de Porquerolles
L’île de Porquerolles est la plus grande et la plus occidentale des quatre îles d'Hyères avec ses 12,54 km2 de superficie. Elle se situe à 2,6 km au sud-est de la tour Fondue, l'extrémité sud de la presqu'île de Giens, et à 9,6 km à l'ouest de l'île de Port-Cros.
L'île forme un arc orienté est-ouest, aux bords découpés, de 7,5 km de long sur 3 km de large. Son pourtour est d’une trentaine de kilomètres. L’île culmine au sémaphore à 142 m. Elle est propriété de l'État français depuis 1971 et bénéficie du statut de « parc national » depuis 2012.

## Toponymie
Du fait de leur position, les îles d'Hyères étaient appelées Stoechades par les Grecs anciens (Pline l'Ancien, Strabon), ce qui veut dire « rangées en ligne », « alignées ». Au premier siècle de notre ère, Porquerolles était désignée par Pline sous le nom d'Hypaea,.

## Présentation

### Géographie
La côte nord est composée de plages de sable bordées de pins, de bruyères et de myrtes odoriférants ; la côte sud, comme à Port-Cros, est abrupte.

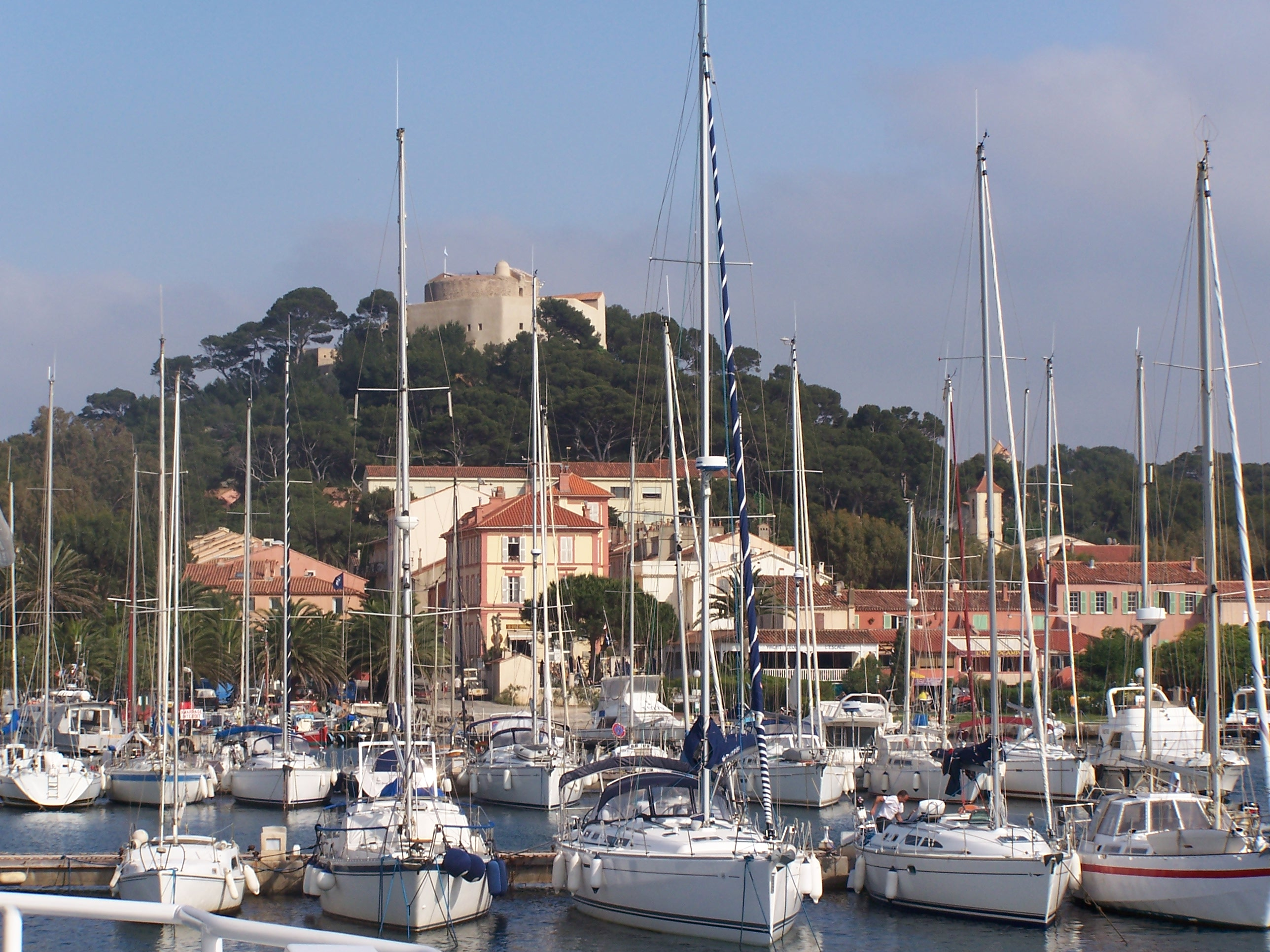
Vue du port de Porquerolles.

Le village de Porquerolles, au fond d'une rade, a donné son nom à l'île tout entière et a été créé à partir de 1820, le phare en 1837 et l'église en 1850.
Le parc national de Port-Cros gère 75 % de l'île depuis 1971 et administre depuis 1979 le Conservatoire botanique national méditerranéen de Porquerolles. Par décret du 6 mai 2012, des parties de Porquerolles et la zone maritime entourant l'île furent incorporées au périmètres des cœurs terrestre et marin de ce parc national.
L'île fait partie de la commune d'Hyères.
Les activités principales sont la randonnée pour ses multiples points de vue, le VTT, la plage, et la plongée sous-marine.

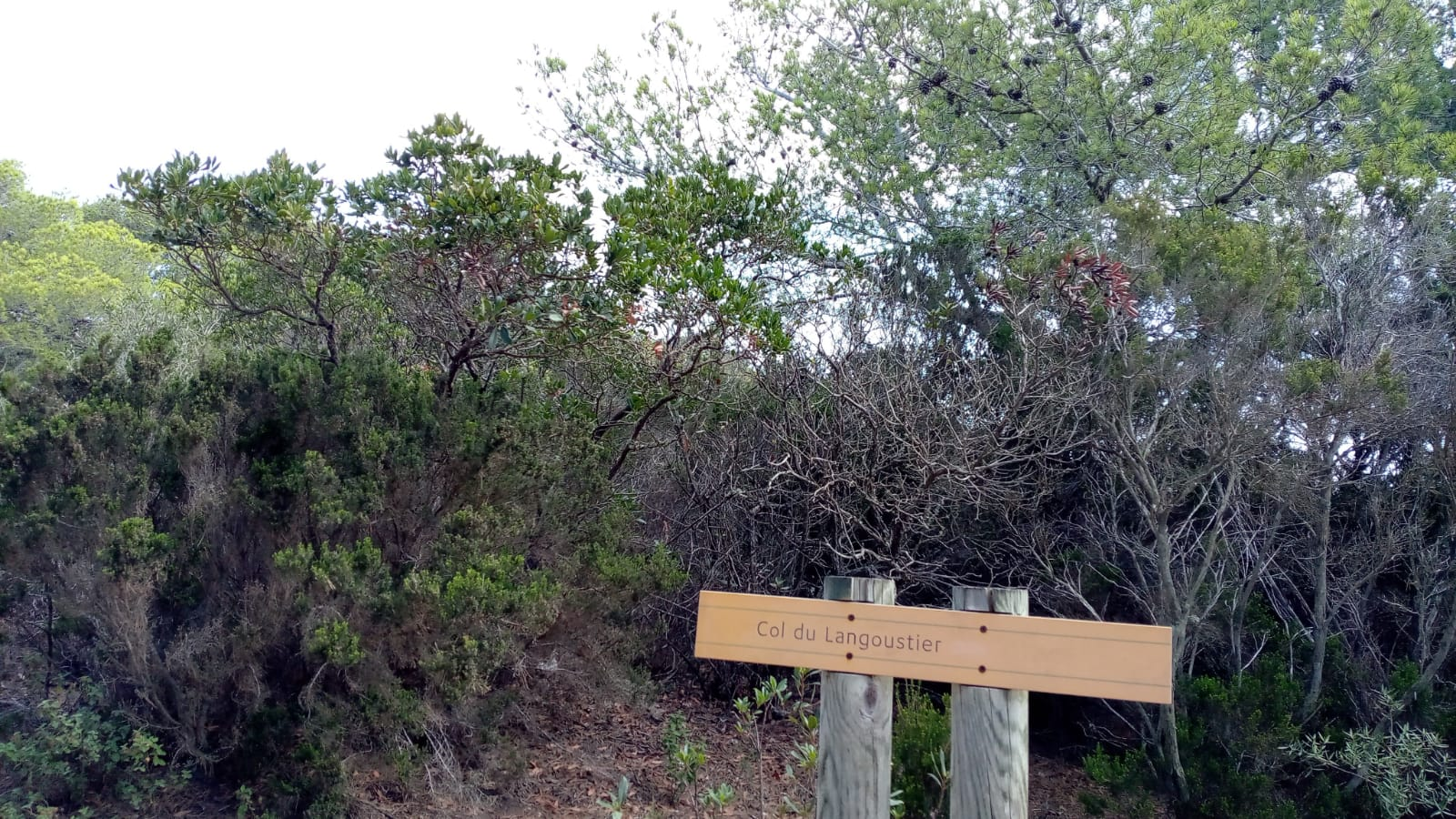
Col du Langoustier.

Des conférences, des animations et des visites guidées des forts de l'île et des domaines du parc national sont également proposées toute l'année au public.
Le col du Langoustier domine les plages blanches et noires du Langoustier du haut de ses 43 mètres d'altitude.

### État de l'environnement
L'île est épargnée par les pollutions industrielles directes, et abrite plusieurs espèces rares, dont le Genêt à feuilles de lin (Genista linifolia L.), indigène dans l'île de Porquerolles et qu'on ne trouve ailleurs qu'aux Canaries, dans la péninsule ibérique, en Italie et en Afrique du Nord.
Comme Port-Cros, Porquerolles est exposée à la pollution par les embruns marins, qui peut être suffisante pour tuer des plantes ou des arbres en Méditerranée,.
Depuis 2020, une régulation des flux touristiques est mise en place, comme pour d'autres lieux victime du phénomène de sur-tourisme.

### Climat
| Mois                                             | jan.       | fév.        | mars         | avril        | mai          | juin         | jui.         | août         | sep.         | oct.         | nov.         | déc.         | année     |
| ------------------------------------------------ | ---------- | ----------- | ------------ | ------------ | ------------ | ------------ | ------------ | ------------ | ------------ | ------------ | ------------ | ------------ | --------- |
| Température minimale moyenne (°C)                | 7,5        | 7,1         | 8,9          | 10,9         | 14,1         | 17,6         | 20           | 20,5         | 17,6         | 14,8         | 10,9         | 8,5          | 13,2      |
| Température moyenne (°C)                         | 10,4       | 10,3        | 12,4         | 14,5         | 18           | 21,8         | 24,3         | 24,8         | 21,6         | 18           | 13,8         | 11,1         | 16,8      |
| Température maximale moyenne (°C)                | 13,2       | 13,5        | 15,9         | 18,1         | 22           | 26           | 28,7         | 29           | 25,5         | 21,3         | 16,7         | 13,8         | 20,3      |
| Record de froid (°C) date du record              | −7 12.1987 | −10 02.1956 | −5,8 06.1971 | 2 12.1958    | 6,4 05.1987  | 9 06.1969    | 10,2 20.1981 | 11,5 08.1978 | 9,7 27.2020  | 3,5 28.2012  | −1,2 22.1988 | −2 17.1963   | −10 1956  |
| Record de chaleur (°C) date du record            | 20 19.2007 | 22 23.1990  | 23,5 21.2002 | 26,8 16.2007 | 32,9 27.2022 | 36,5 27.2019 | 37 07.1982   | 38,5 07.2003 | 33,1 01.2019 | 29,2 02.2011 | 24,8 06.2004 | 22,5 10.2004 | 38,5 2003 |
| Précipitations (mm)                              | 64,1       | 48,1        | 42,1         | 56,5         | 33,8         | 28,5         | 8,4          | 15,9         | 60,5         | 85,5         | 96           | 66,3         | 605,7     |
| dont nombre de jours avec précipitations ≥ 1 mm  | 6          | 5,3         | 4,7          | 5,8          | 4            | 2,3          | 0,8          | 1,7          | 4,3          | 6,5          | 7,6          | 6,4          | 55,5      |
| dont nombre de jours avec précipitations ≥ 5 mm  | 3,2        | 2,8         | 2,7          | 3,2          | 1,7          | 1            | 0,4          | 0,6          | 2,4          | 4,1          | 4,5          | 3,5          | 30,2      |
| dont nombre de jours avec précipitations ≥ 10 mm | 2,1        | 1,3         | 1,3          | 1,7          | 0,8          | 0,7          | 0,3          | 0,3          | 1,6          | 2,7          | 3            | 2            | 17,9      |

Porquerolles bénéficie d'un climat méditerranéen subtropical avec des étés chauds (moyenne de 25 °C) et des hivers doux (moyenne de 11 °C) ce qui en fait l'un des endroits les plus chauds de France métropolitaine avec un moyenne annuelle de 16,8 °C.

## Histoire
Porquerolles semble avoir été occupée par les Celtes, les Ligures puis les Phocéens, comme l'attestent notamment la découverte et les fouilles archéologiques d'un petit village de pêcheurs massaliotes dans l'anse de la Galère.
L'île aurait été la Protè (première) ou la Mésé (au milieu) des colons grecs qui s'étaient installés sur son rivage.
La présence d'une population romaine ultérieure est attestée par maintes découvertes sur l'île (le village antique, la stèle du premier siècle sous la ferme Notre-Dame, des thermes  mosaïqués, etc.).
Saint Honorat qui fonda le monastère de Lérins serait venu se recueillir à Porquerolles où un monastère détaché aurait été fondé au Ve siècle, comme probablement sur l'île du Levant voisine. Plus tard au Moyen Âge, un nouveau monastère a été construit dans l'île. Il a été l'objet de disputes sur sa propriété entre les « moines noirs » (bénédictins) et les « moines blancs » cisterciens. Il semble qu'il dépendait, au moins pendant un temps, de l'abbaye du Thoronet, célèbre abbaye cistercienne de Provence.
Comme sur toutes les îles de Méditerranée depuis la fin de l'Empire romain, les habitants eurent à subir les pillages des pirates. Pour lutter contre la piraterie barbaresque Charles II, comte de Provence et roi de Sicile, concéda l'île à Pierre Mègre de Toulon en 1304. À ce propos, il existe une surprenante galerie dans une calanque de la côte ouest de l'île. Dénommée « Trou du Pirate » par la tradition populaire, elle aurait été creusée au XVIe siècle par les pirates barbaresques afin d'y dissimuler le fruit de leurs rapines. Mais l'usage de ce souterrain reste incertain.
En 1471, Porquerolles appartenait à Palamède de Forbin, ministre du roi René.
En 1522, les chevaliers de l'ordre de Saint-Jean de Jérusalem chassés de Rhodes par Soliman cherchèrent une base de repli. Ils demandèrent au roi François Ier l'autorisation de s'installer aux îles d'Hyères. Finalement Charles Quint fit accepter l'île de Malte au grand maître, Villiers de l'Isle Adam.
En 1579, le roi Henri III rachète Porquerolles aux comtes de Carcès et s'engage à maintenir la garnison de Porquerolles. En 1581, Alphonse d'Ornano est chargé du fort de Porquerolles et l'île sera donnée à son descendant François d'Ornano en 1637. Les attaques pirates demeurent très fréquentes et l'entretien des installations militaires reste très aléatoire. Au décès de François d'Ornano, sa veuve vend l'île qui est érigée en marquisat au profit de François Molé, ancien évêque de Bayeux, conseiller et maître des requêtes au parlement de Paris sous Louis XIV.
En 1707, au cours de la guerre de Succession d'Espagne, l'armée du duc Victor Amédée II de Savoie s'empare d'Hyères. Repoussés à Port-Cros, les Savoyards s'emparent facilement de Porquerolles qui n'est guère défendue. L'île devient la propriété de la famille lorraine de Lenoncourt en 1737. Au moment de la Révolution, les Lenoncourt ayant émigré, la famille Marquant d'Hyères achète Porquerolles pour la somme de 34 800 francs.

Carte topographique de Porquerolles.

En 1793, les Anglais occupent les îles d'Hyères en même temps que Toulon. Ils les quittent ravagées en 1794. Napoléon, alors capitaine, pose les premières grandes bases des fortifications des îles (forteresse centrale, batteries côtières, vigie, etc.). La plupart de ces bases seront ensuite améliorées, notamment à partir de 1848.
En 1826, la société Rigaud, Crémieux et Delpuget, implantée à Septêmes, près de Marseille et devenue indésirable pour cause de pollution, délocalise au Langoustier sa fabrique de soude. Le directeur, le gérant et le contremaître étaient logés sur place ainsi que les familles des 150 ouvriers qui bénéficiaient d'une "coopérative". L’usine utilisait le procédé Leblanc avec du sel marin comme matière première. Cette fabrique restera active jusqu'en 1876 et ses déchets donneront sa couleur noire à la plage du Langoustier.
En 1856, le second duc de Vicence, marquis de Caulaincourt, fils du célèbre diplomate achète l'île pour 202 000 francs. Il aurait laissé « un excellent souvenir ».
Porquerolles devient en 1881 la propriété de Léon de Roussen pour 800 000 francs. Ce dernier était en lutte « acharnée » contre l'administration militaire et contre les Porquerollais à propos notamment de propriétés qu'il exigeait de retrouver.
En 1905, la Compagnie Foncière de l'île de Porquerolles est fondée, avec le crédit très solide de la banque de Suez et sur la base d'un actionnariat. Elle rachète l'île pour 1 500 000 francs et fait de très considérables travaux : construction d'une centrale électrique, bassins de rétention d'eau en béton armé, canalisations, serres, vaste habitation à la Ferme, ateliers divers, logements ouvriers, mises en cultures, élevages d'animaux, etc. Mais « mal gérée », cette compagnie vient rapidement à bout des fonds de ses actionnaires. Et l'avenir du domaine devient incertain après cet échec que même la banque de Suez n'a pu éviter.
Le domaine de l'île est finalement revendu en 1912 pour un prix relativement dévalorisé  de 1 000 100 francs à François Joseph Fournier, ingénieur civil diplômé de l'école des Mines d’Alès. Ce dernier, fils d'un batelier belge, avait fini par faire fortune dans la prospection aurifère au Mexique, après des années d'une vie d'aventurier assez extraordinaire passant par le Canada, le Panama et la Californie. À partir de son achat de Porquerolles et jusqu'à sa mort survenue en 1935, Fournier s'attela à y continuer le développement d'une exploitation agricole que l'isolement devait rendre autonome.
En 1971, l'État confie au Parc national de Port-Cros la gestion et la mise en valeur des 1 000 hectares de l'ancien Domaine Fournier qu'il vient d'acquérir sur l'île de Porquerolles, sur proposition en conseil des ministres d'André Bettencourt. Le Parc devient propriétaire par dotation de l'État en 1985 de cette surface qui représente 80 % de l'île.

## Lieux et monuments

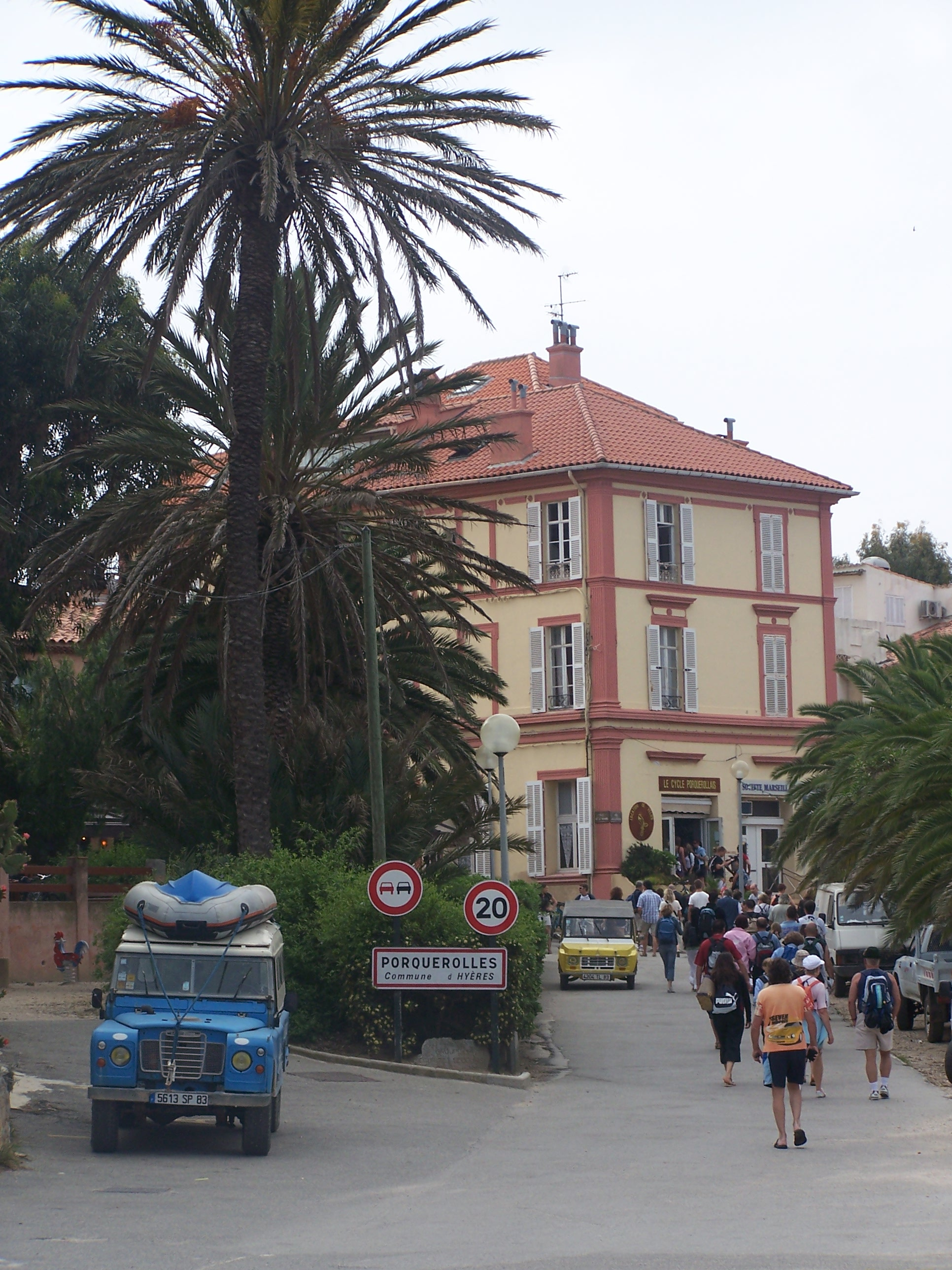
Rue de la Ferme.

- L’église Sainte-Anne possède un chemin de croix gravé au couteau par un soldat anonyme[23].
- La calanque de l'Oustaou-de-Diou (« maison de Dieu »), a été dénommée ainsi par les pêcheurs parce qu'elle est le seul abri de la côte sud.
- Le château Sainte-Agathe du XVIe siècle. En 1793, un amiral anglais vint abriter sa flotte dans les îles ; le commandant français du fort ignorant les évènements du continent, invita l'amiral anglais à sa table. Pendant que l’officier français était mis en confiance par des libations, les marins anglais débarquèrent, évacuèrent la garnison et firent sauter le fort.
- Le fort du Grand Langoustier, affecté avec la presqu'île du même nom par le Ministère de la Défense au Conservatoire du littoral[24] et restauré depuis 1998 par le docteur Paul Vuillard[25].
- Le fort de la Repentance construit au XIXe siècle est devenu un monastère orthodoxe[26],[27].
- Le phare du cap d'Arme, situé à la pointe extrême Sud portant le même nom[28].
- Le moulin, datant du XVIIIe siècle, a été restauré en 2007[29].
- Depuis 2018, l'île accueille la « Fondation Carmignac »[30] qui y présente des œuvres d'art moderne, organise des événements culturels et participe à l'entretien du patrimoine[31].

## Loisirs
La randonnée dans les îles de Méditerranée se pratique sur l'île de Porquerolles. La partie occidentale de l’île comporte un parcours de randonnée relativement sportif allant à la plage d’Argent et la calanque du Maure et passant par quelques petites montées surnommées mont de Tiélo et montagne de Robert. L'île est propice à la pratique de nombreuses autres activités de loisirs : baignade, plages, bateau, plongée sous-marine. La partie orientale de l’île comporte un autre parcours de randonnée, facile et menant à deux longues plages, celle de Notre-Dame et celle de la Courtade.

## Dans l'art et la culture
- Une grande partie des films Pierrot le fou de Jean-Luc Godard (1965) et Mon ami Maigret de François Villiers (1973) a été tournée sur l'île et la mer alentour : on y aperçoit le port et le village avant l'ère du tourisme de masse. Le film L'Origine du mal de Sébastien Marnier (2022) se déroule aussi sur cette île[34].
- La bande dessinée Mystère à Porquerolles est le deuxième tome de la série Ric Hochet[35].
- Le roman La vie secrète des écrivains de Guillaume Musso se déroule sur une île non nommée mais dont la carte en début d'ouvrage s'apparente beaucoup à celle de Porquerolles[36],[37].
- Le roman Mon ami Maigret se déroule à Porquerolles.

## Galerie de photos

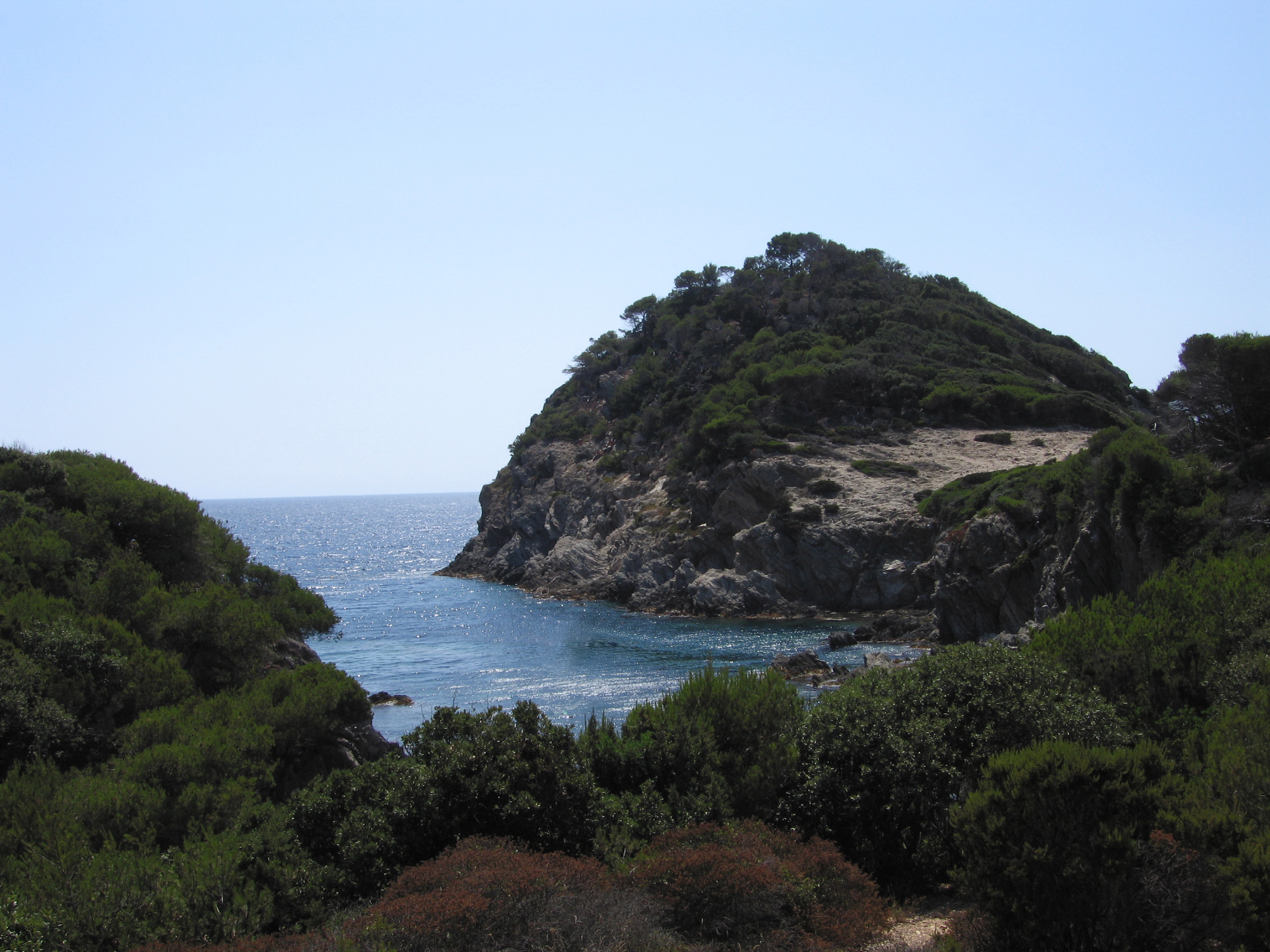
Calanque et pointe du Brégançonnet, au sud de Porquerolles.
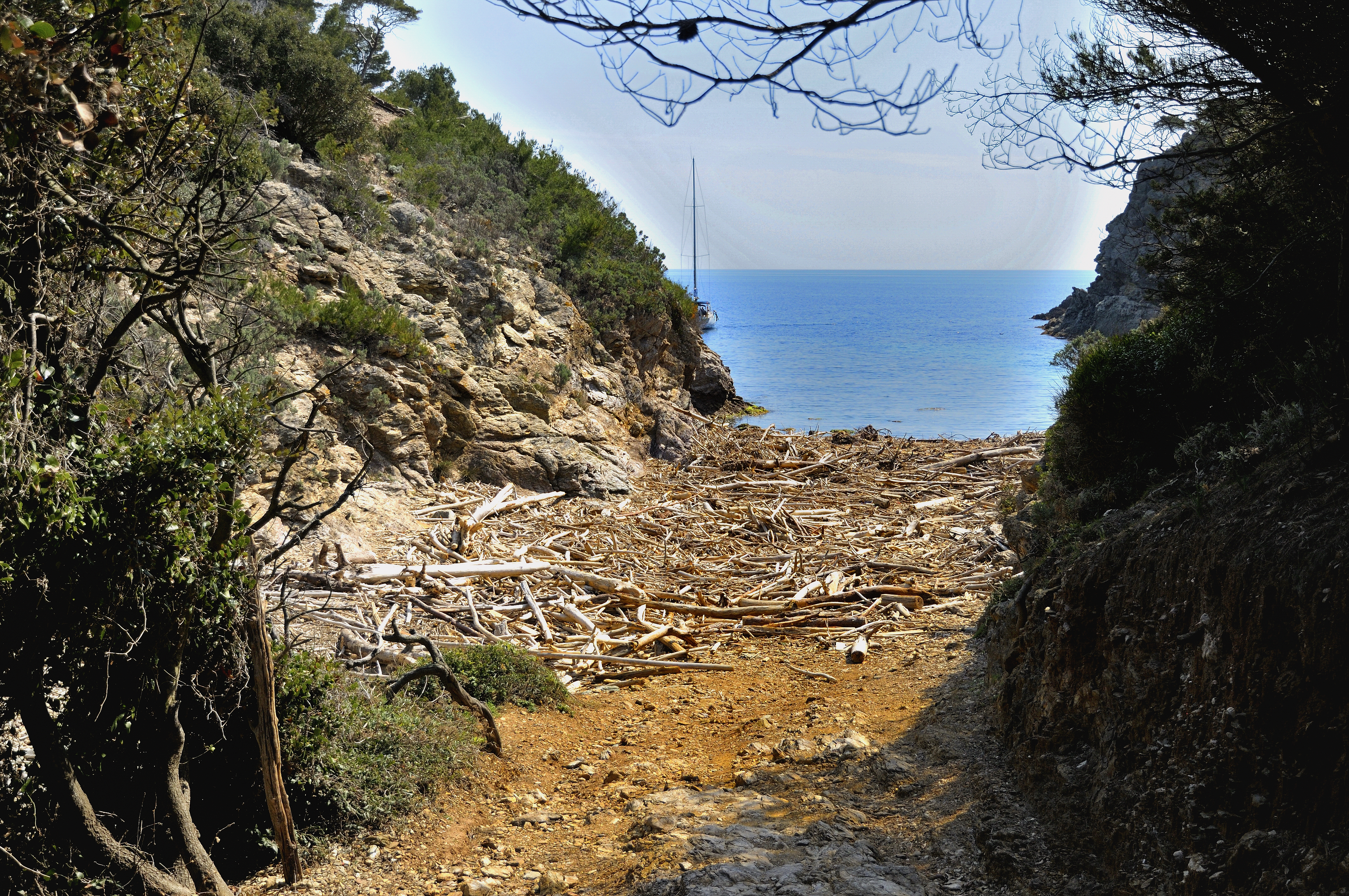
Calanque Oustau de diou, au sud.
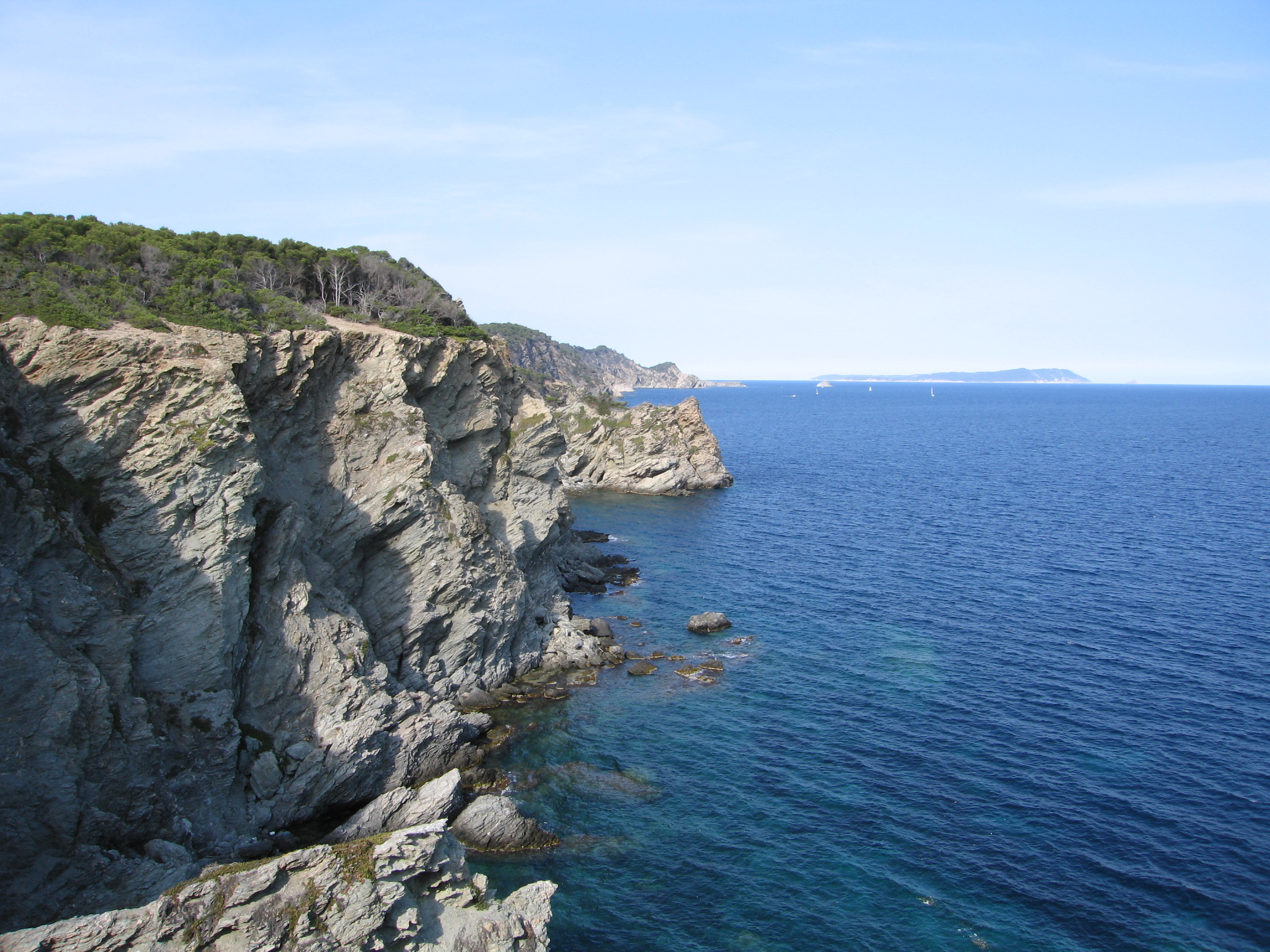
Les falaises de la côte sud de Porquerolles.
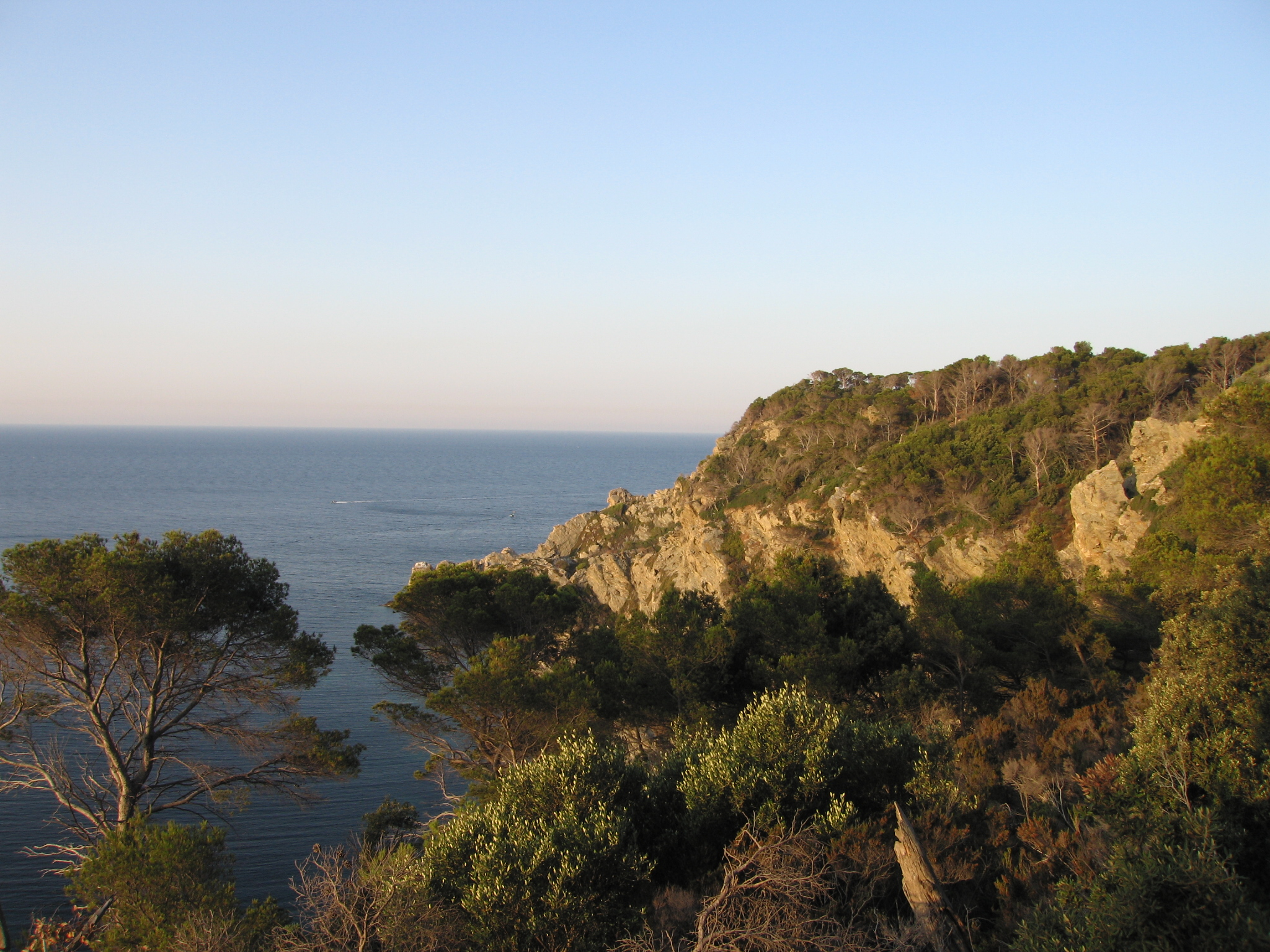
Soleil levant sur la côte sud de Porquerolles.
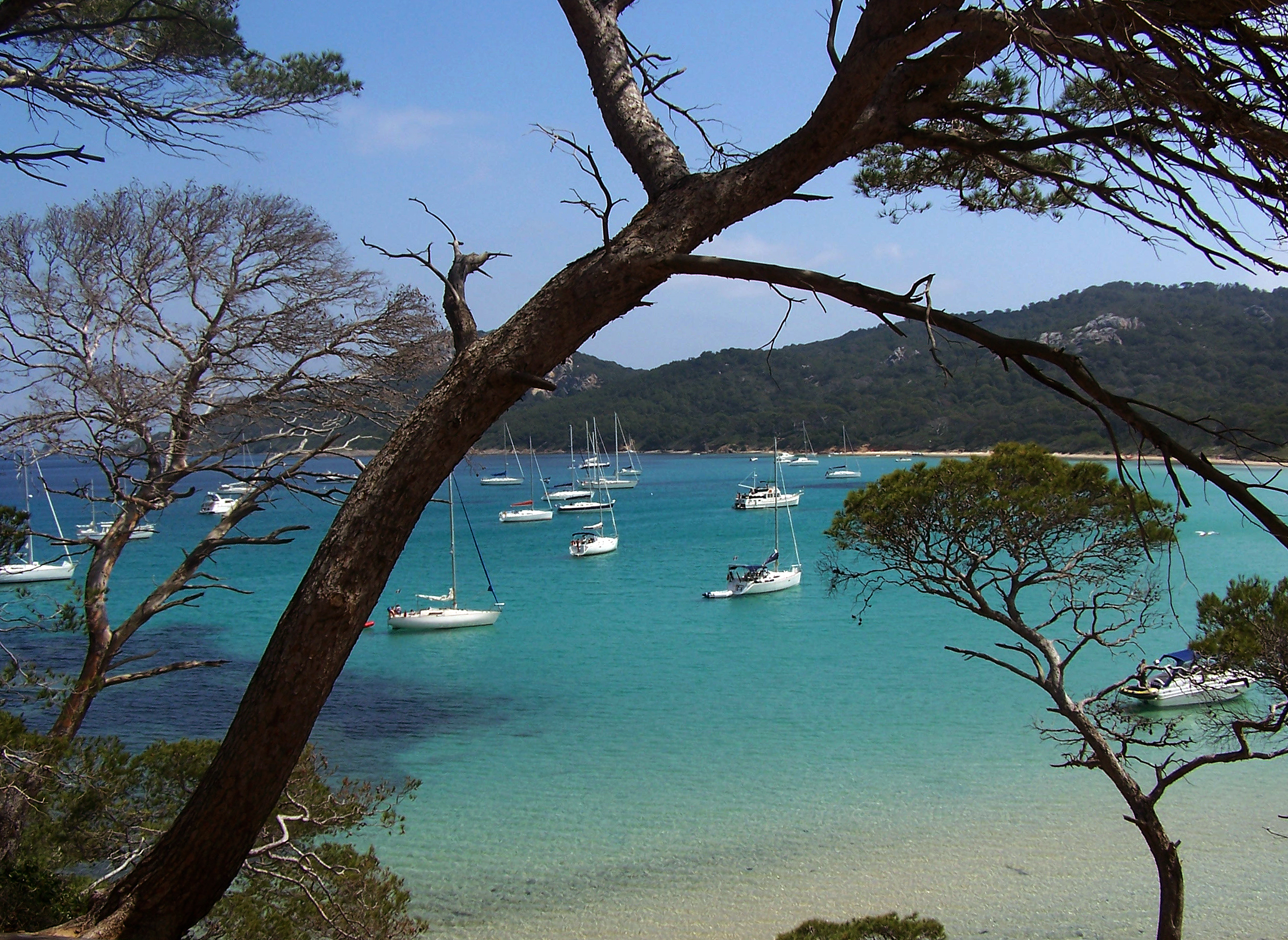
Plage de Notre Dame.
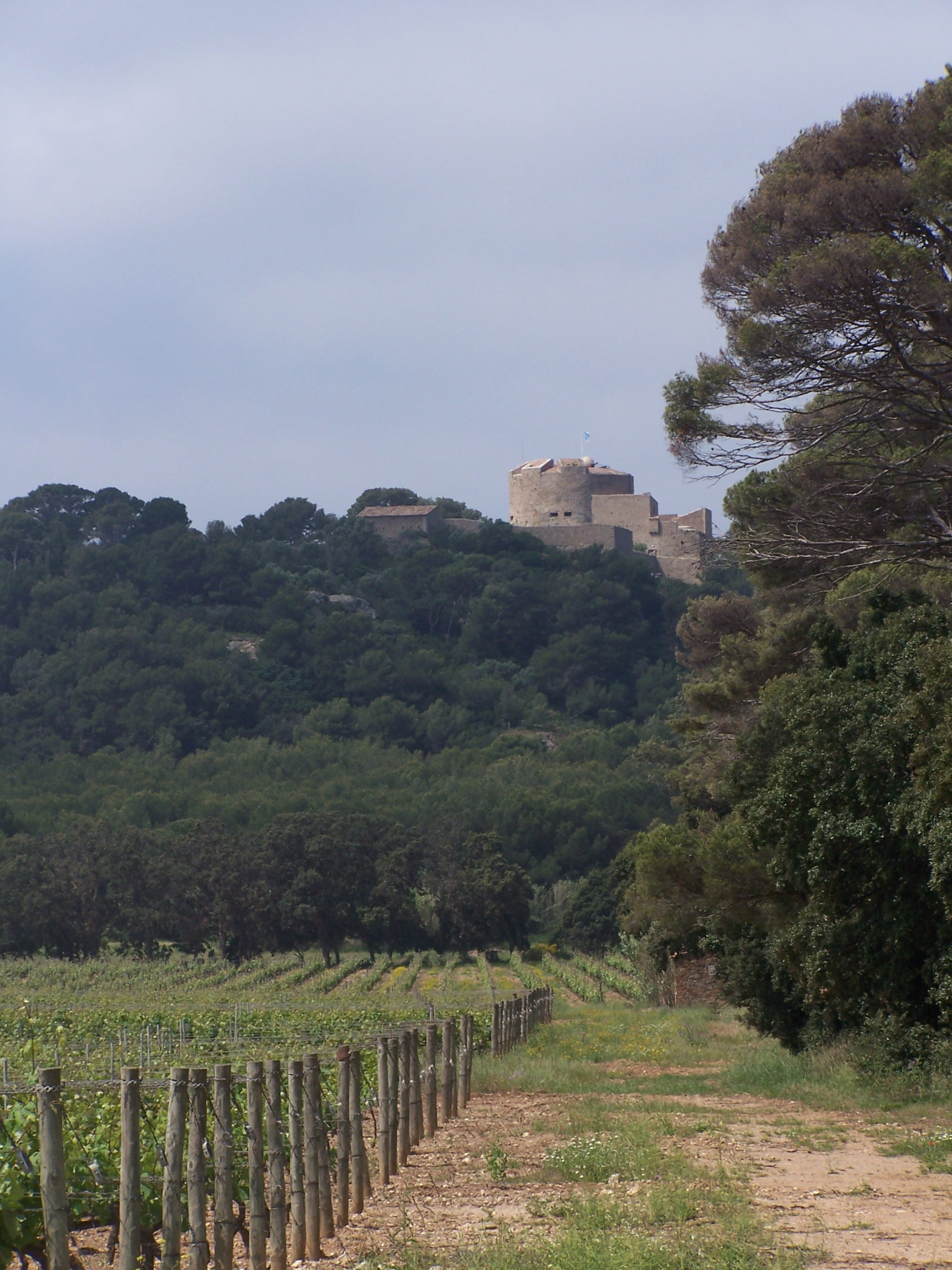
Fort Saint-Agathe.
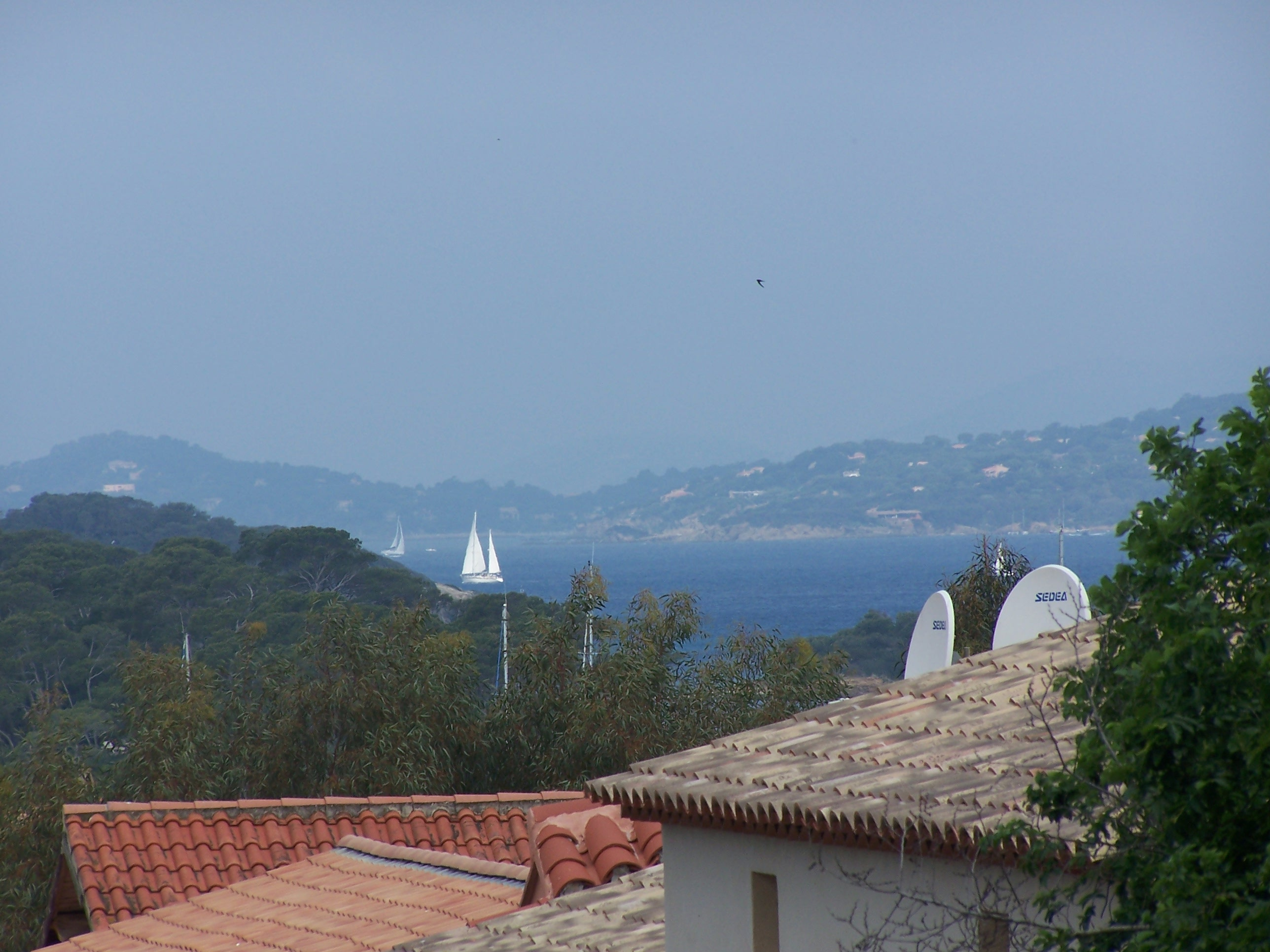
Paysage porquerollais.
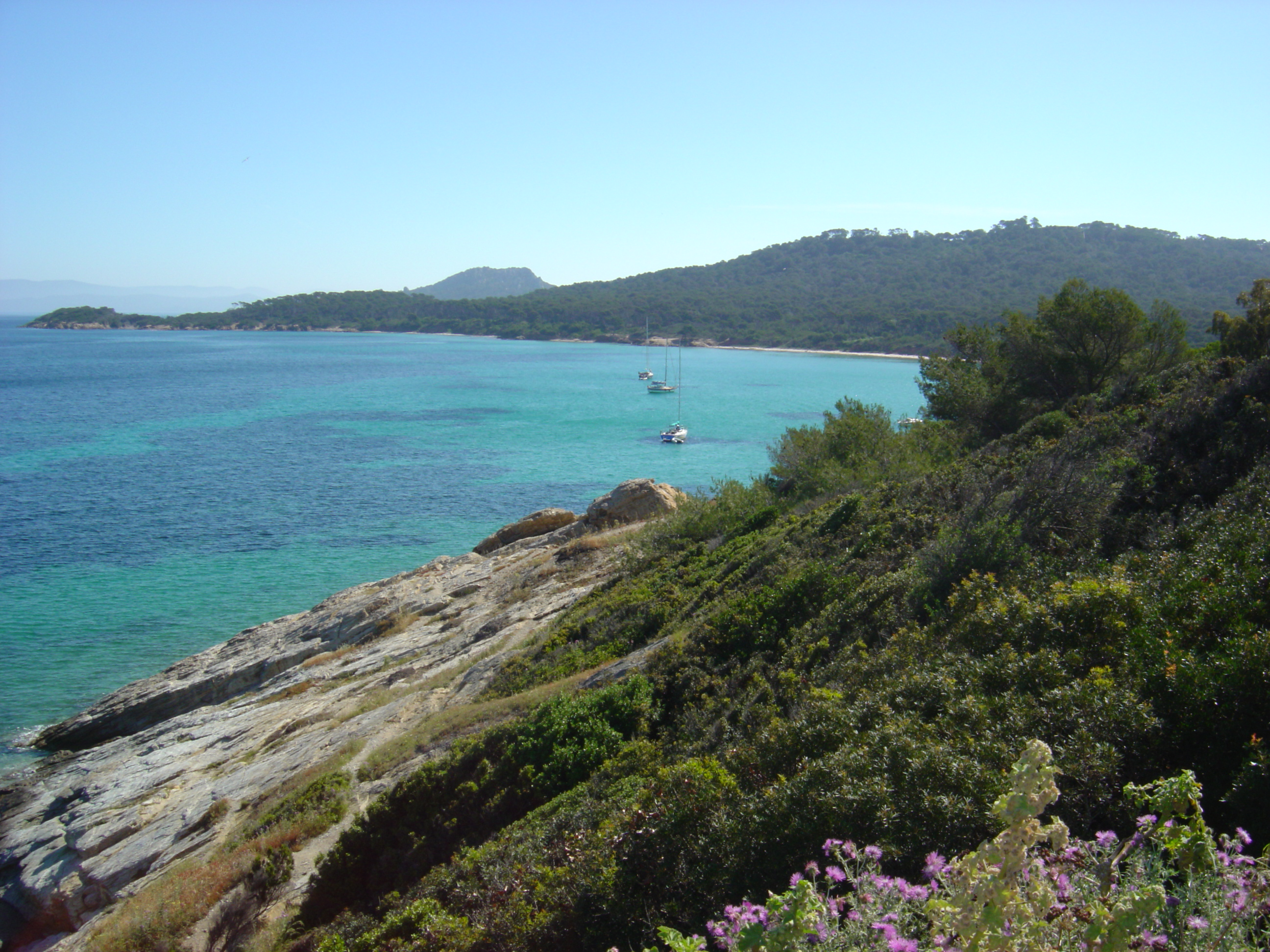
Paysage porquerollais.
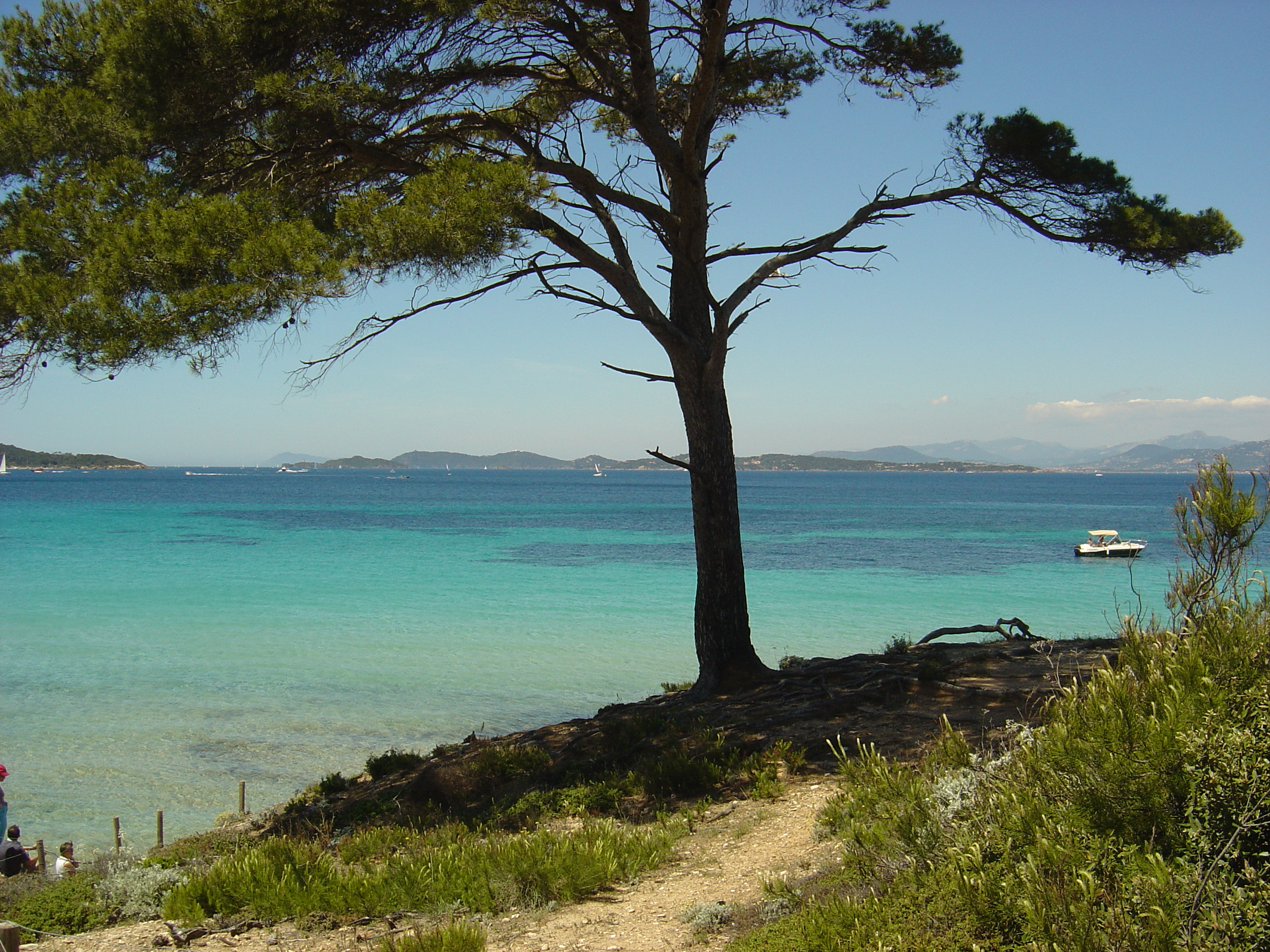
Paysage porquerollais.
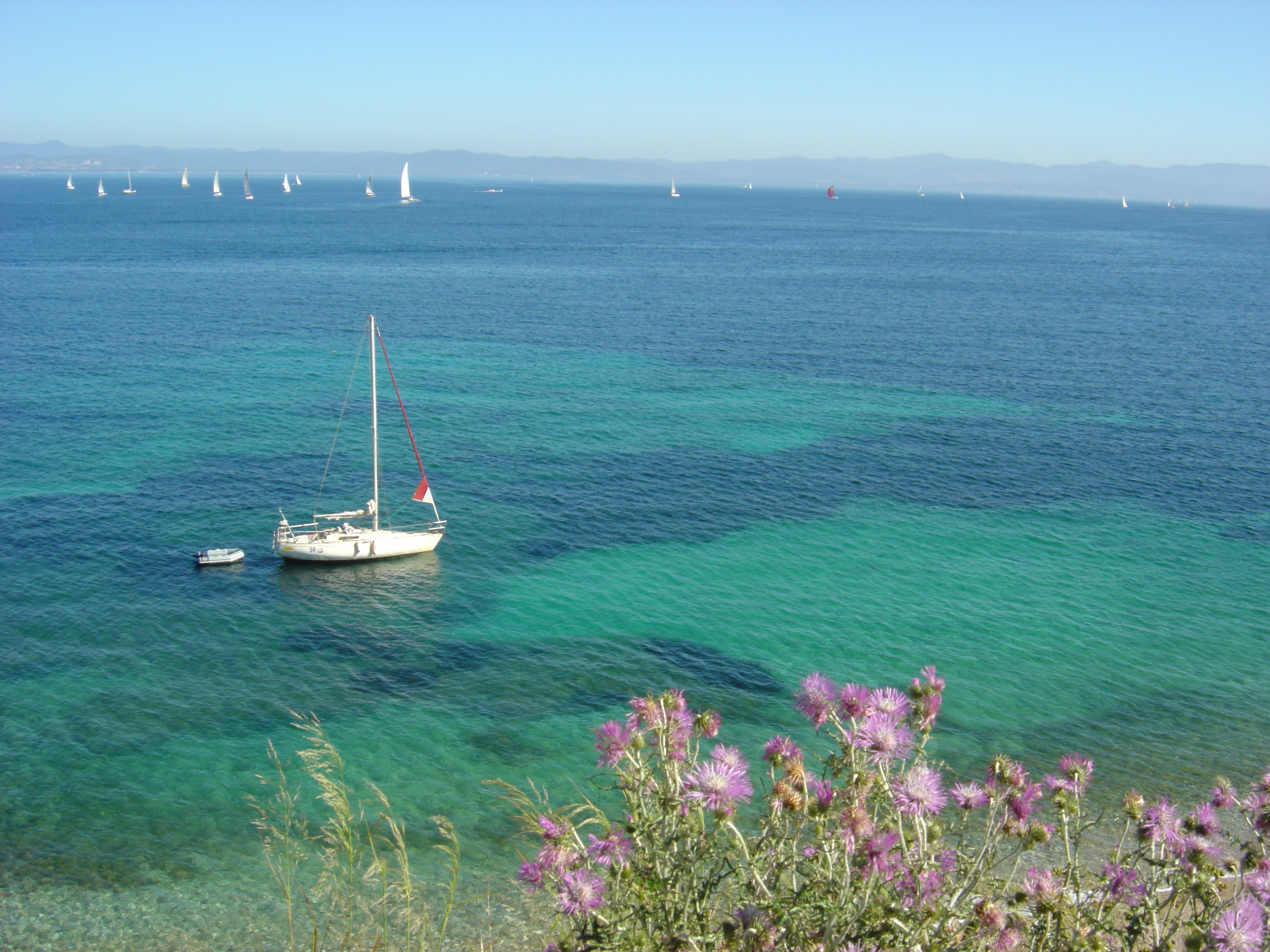
Paysage porquerollais.
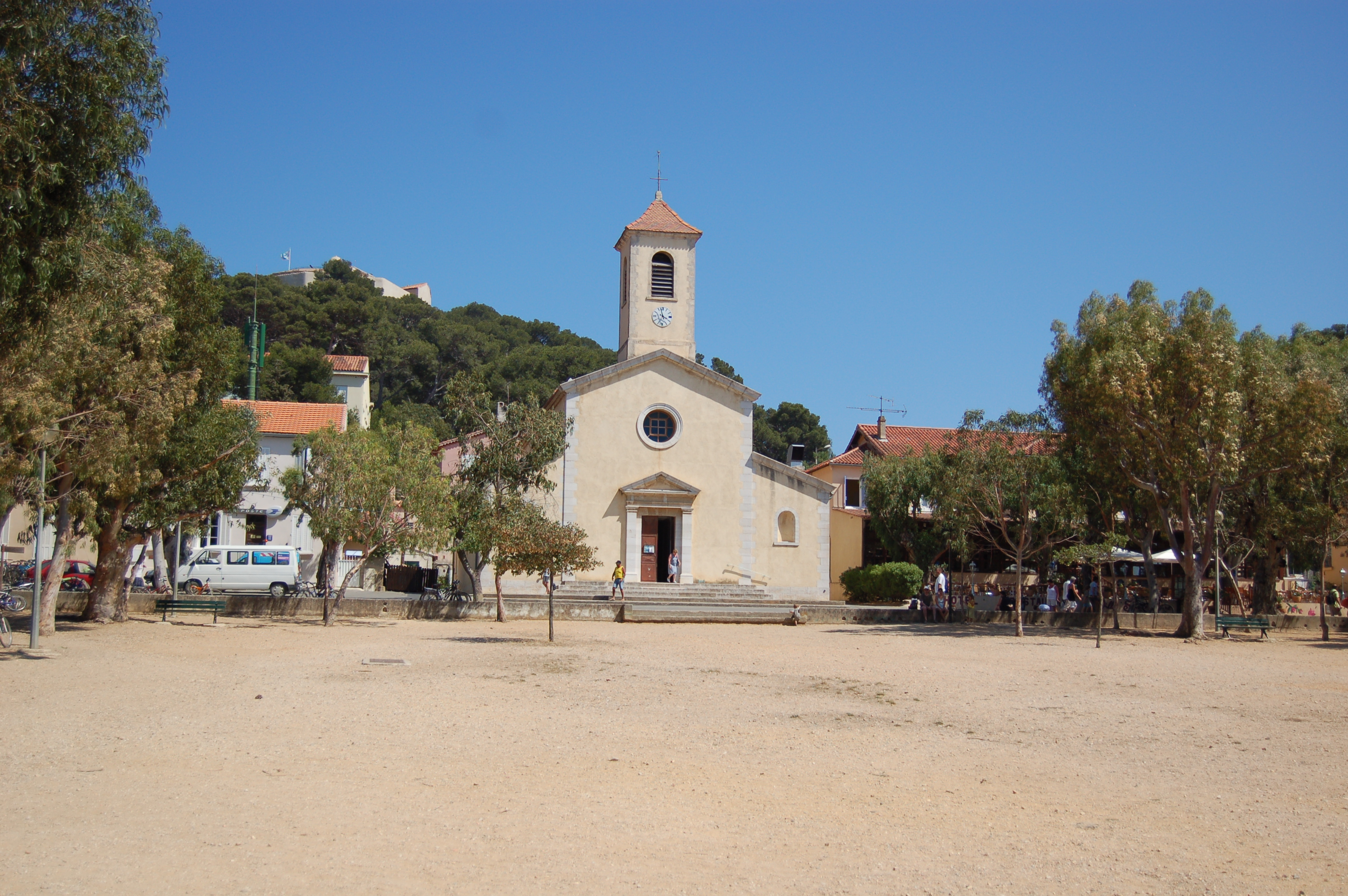
L'église de Porquerolles.
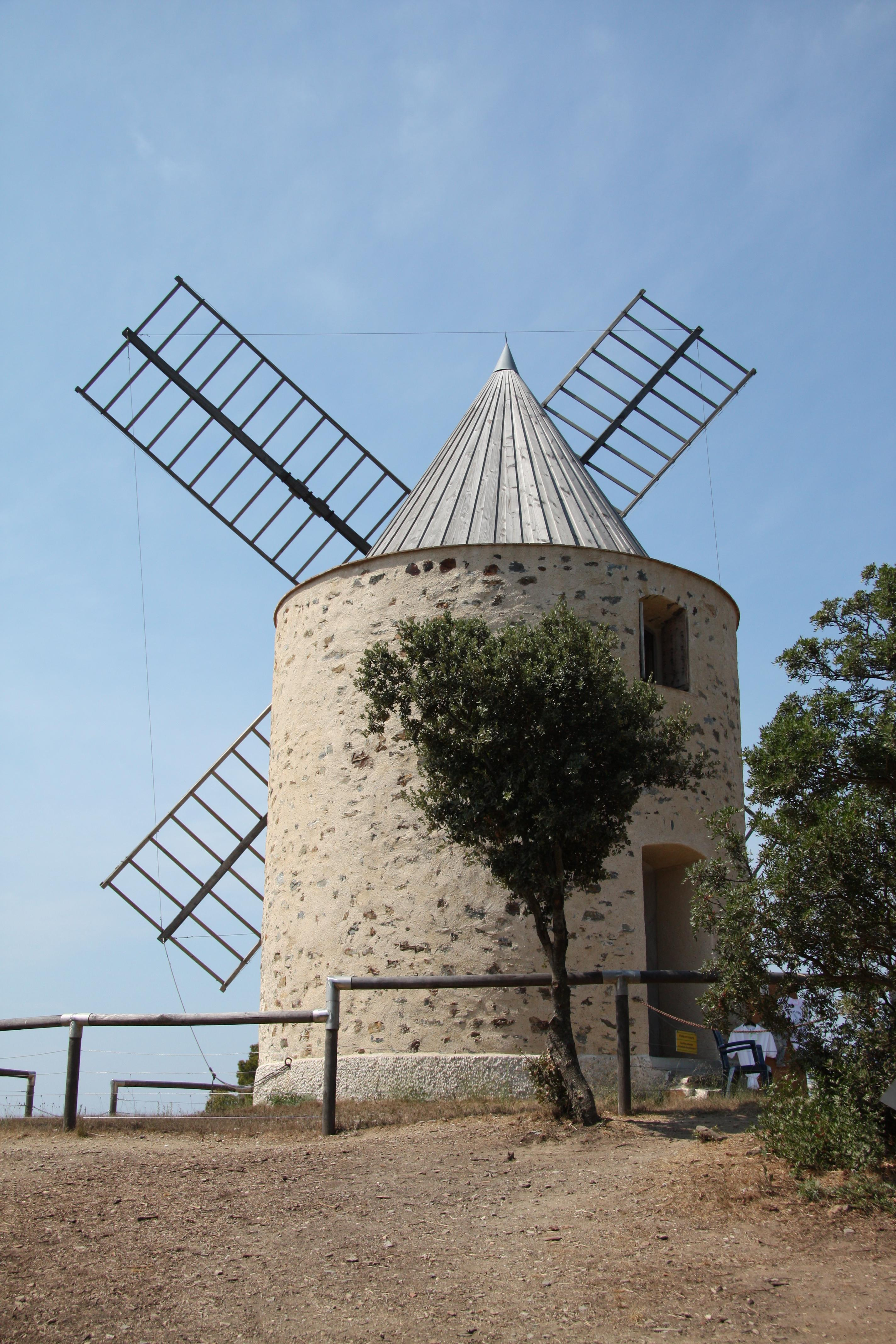
Le moulin de Porquerolles.
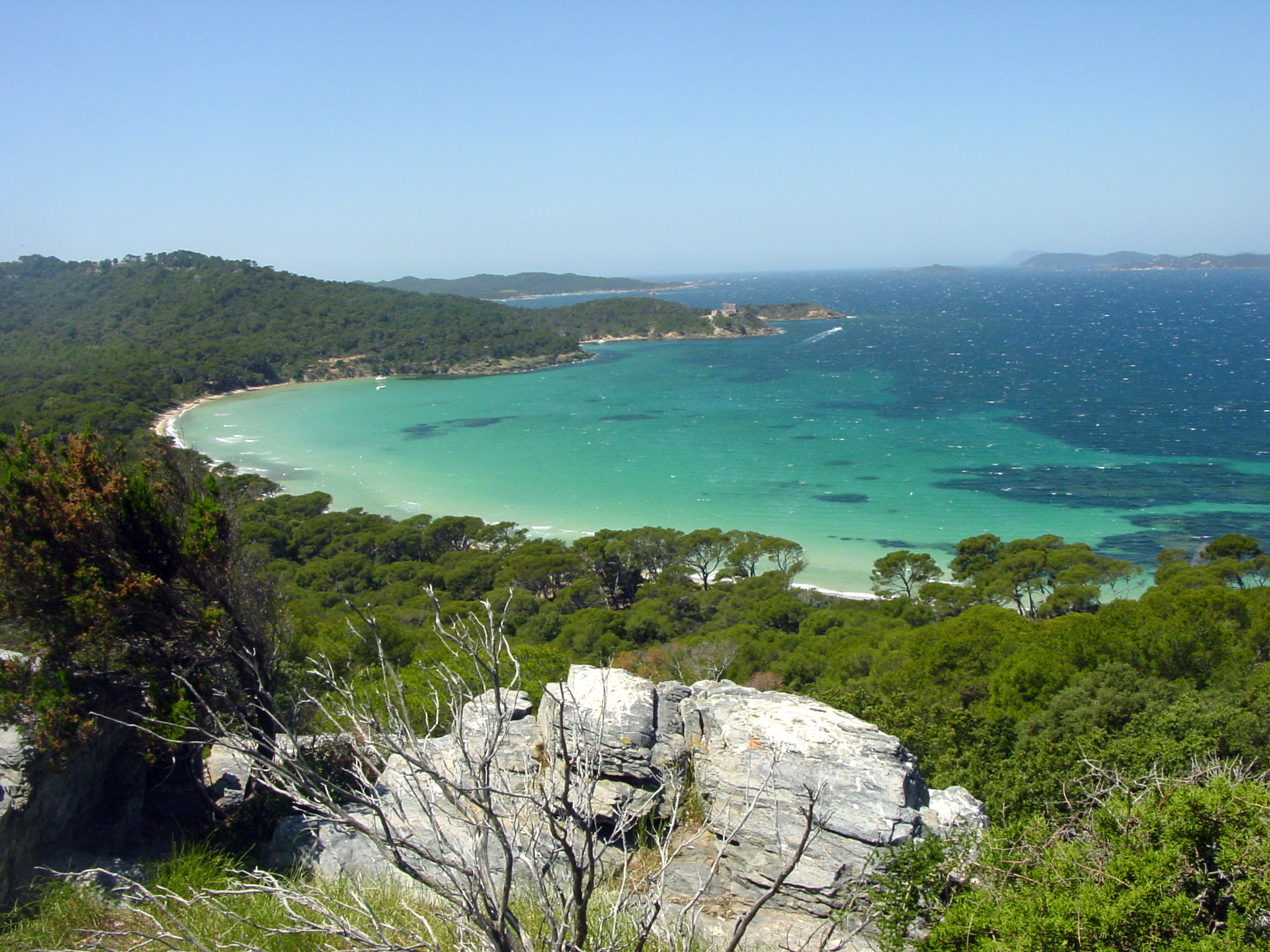
Plage Notre Dame vue depuis le Puncho dou Buoan Dièu.
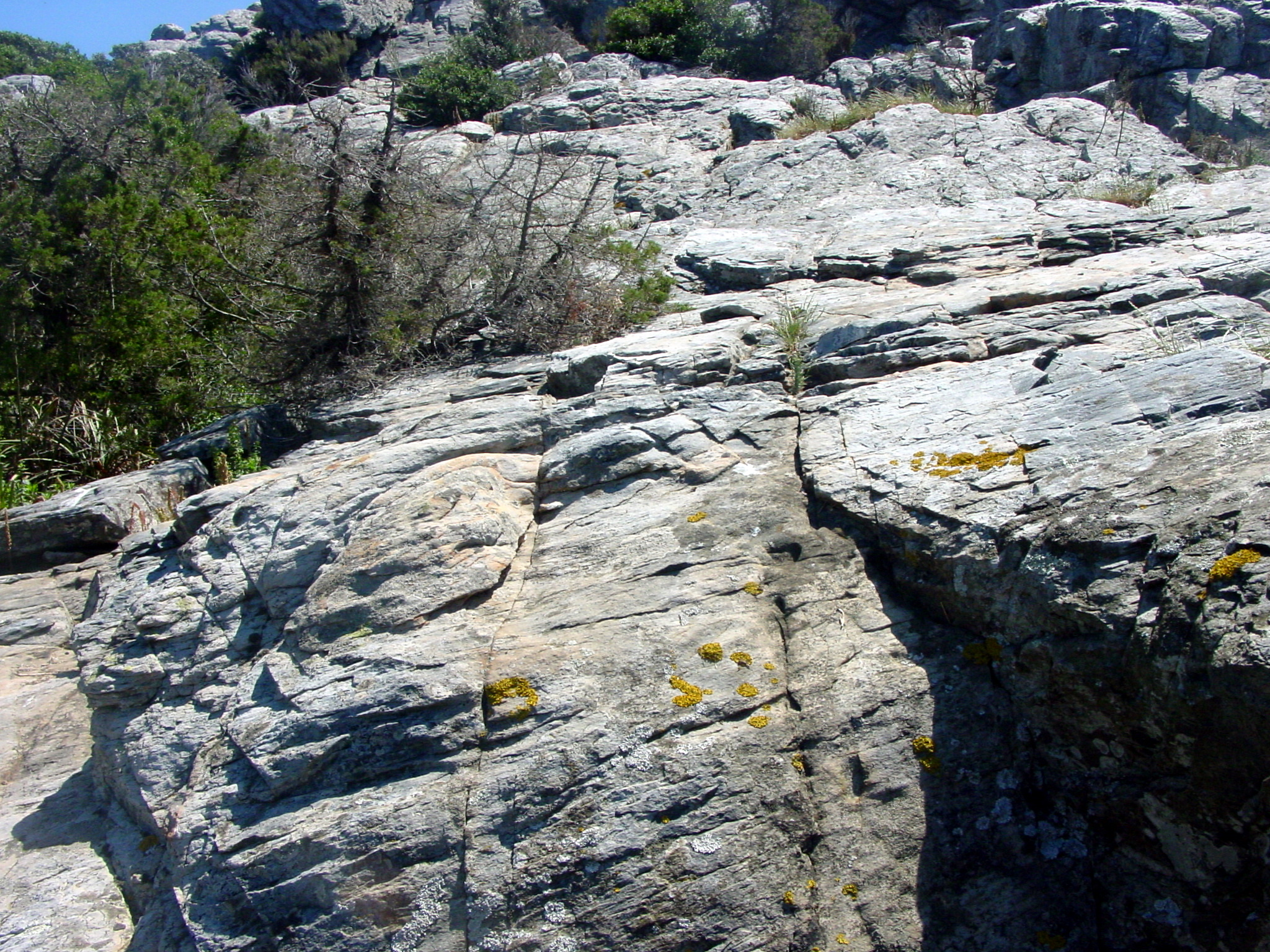
Puncho dou Buoan Dièu.
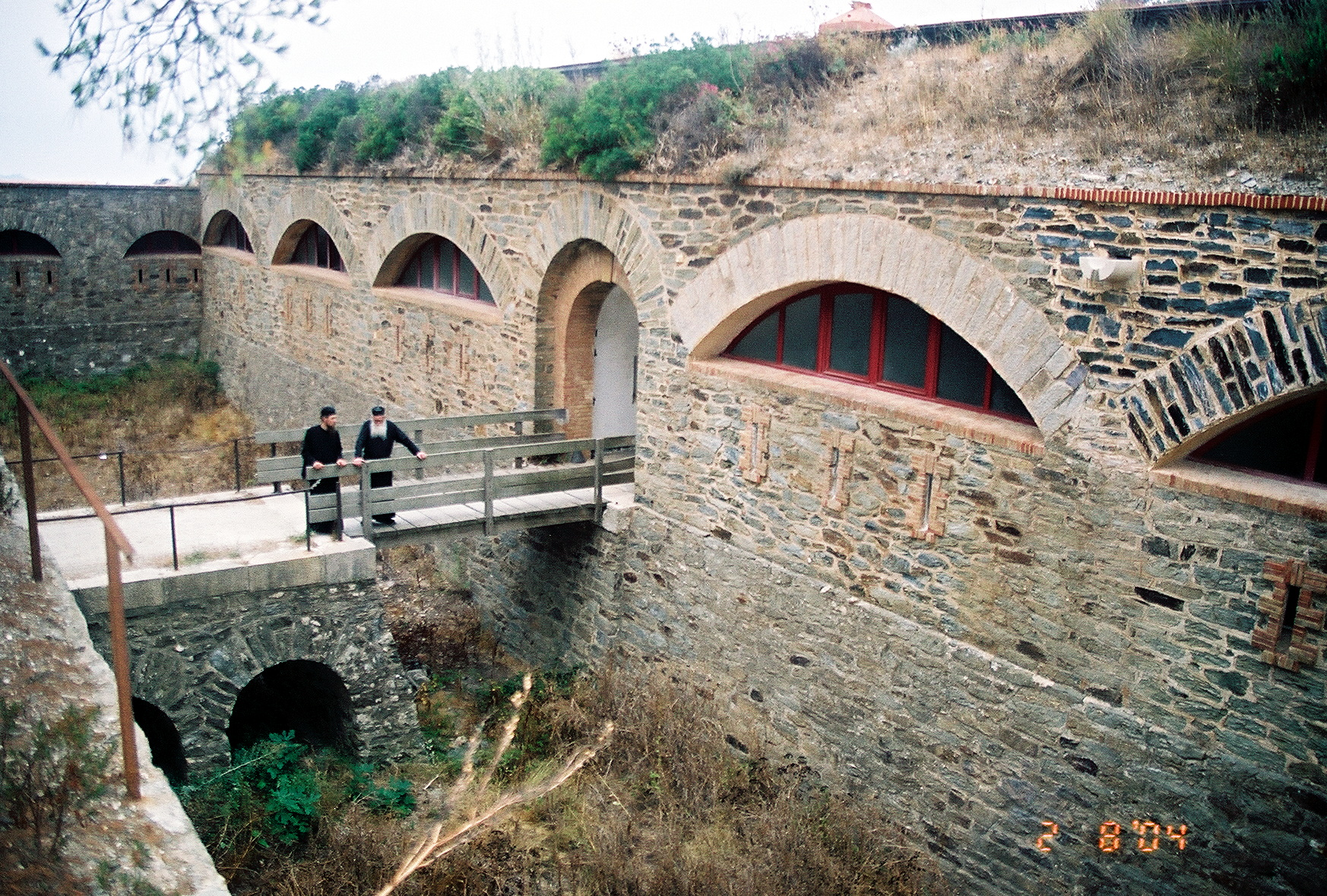
Monastère orthodoxe Sainte-Marie.
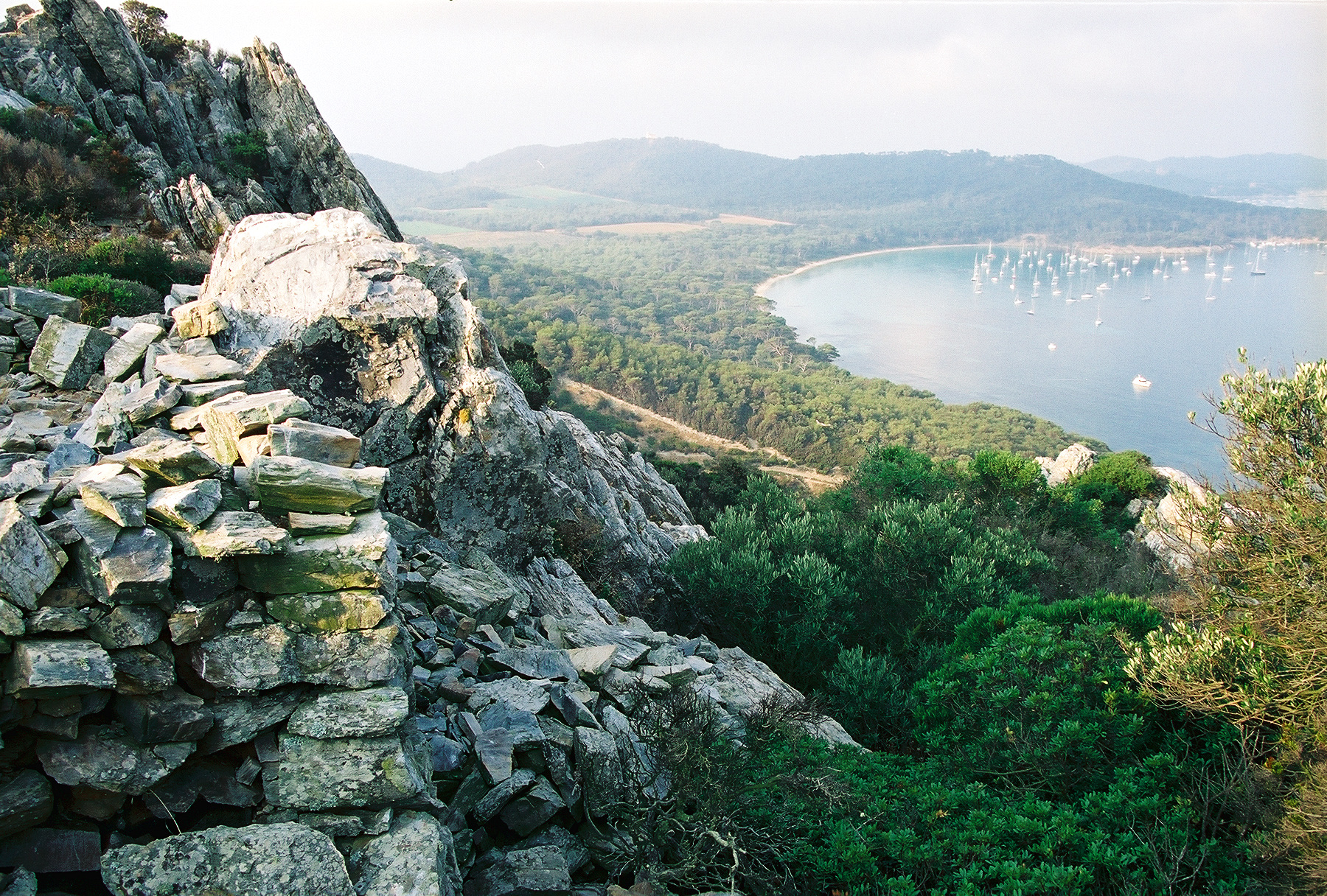
Cabanes des premiers ermites chrétiens de la Gaule narbonnaise.
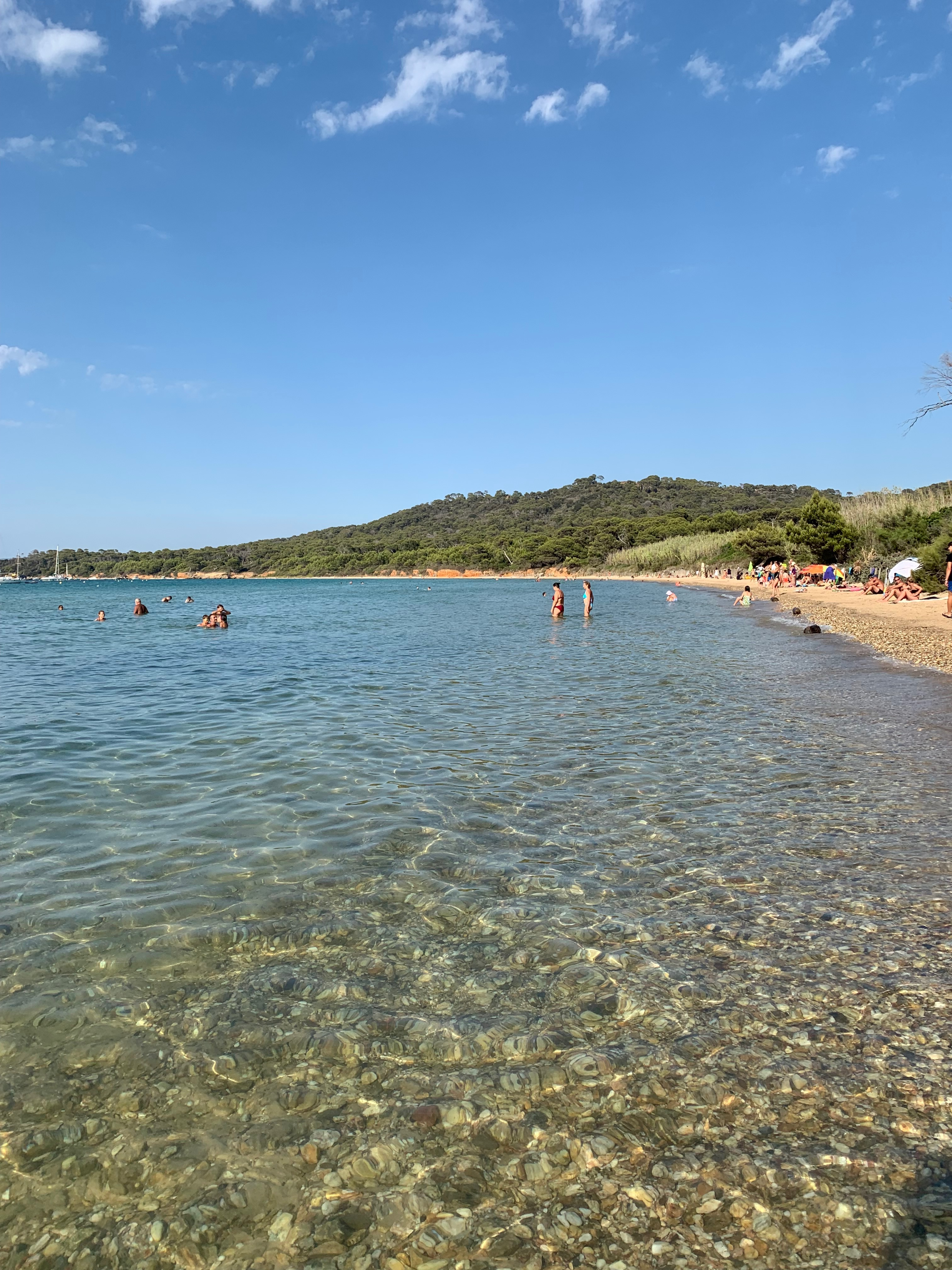
Plage de la Courtade.